# Galeodes sulphureopilosus
Espèce
Synonymes
- Galeodes araneoides sulphureopilosus Birula, 1905

Galeodes sulphureopilosus est une espèce de solifuges de la famille des Galeodidae.

## Distribution
Cette espèce se rencontre au Tadjikistan et en Ouzbékistan.

## Description
Les mâles mesurent de 46,5 à 55 mm et les femelles de 46,4 à 65 mm.

## Publication originale
- Birula, 1905 : Bemerkungen über die Ordnung der  Solifugen. I-V. Annuaire du Musée Zoologique de l’Académie Impériale des Sciences de St.-Pétersbourg, vol. 9, p. 391–416 (texte intégral).